# Mirigyes bálványfa

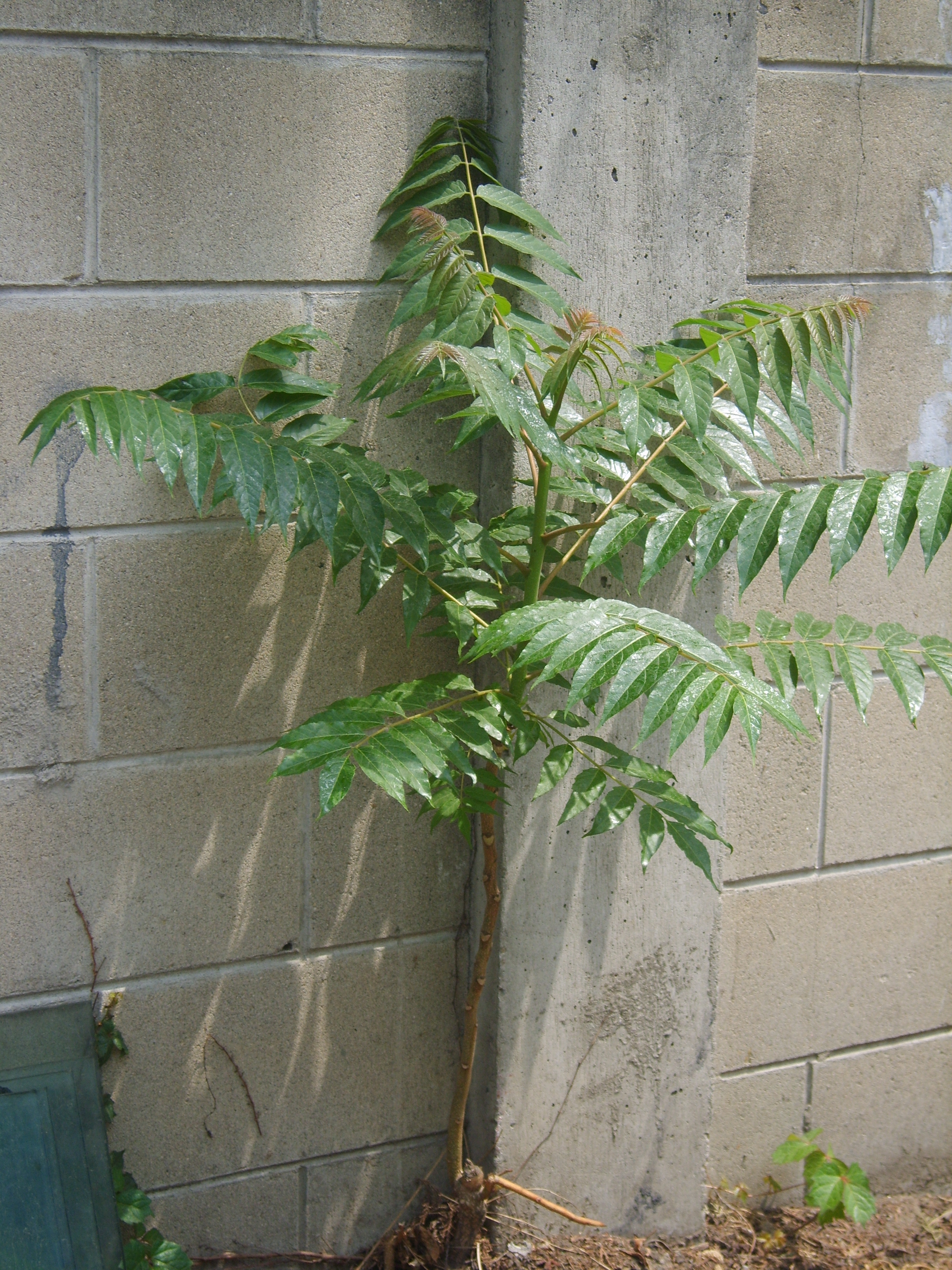
Városi környezetben tipikus előfordulása

A  mirigyes bálványfa vagy bálványfa (Ailanthus altissima) a bálványfafélék (Simaroubaceae) családjába tartozó lombhullató növényfaj. Néha ecetfának is nevezik, mint a Rhus hirtát, de a két faj között nincsen szorosabb kapcsolat. Sátoros felleng néven is említik.

## Jellemzése
A Raunkiær-féle életforma-osztályozás szerint MM életformájú (mega- és mesophanerophyta) fásszárú faj, mely 20-25 méter magasra nő (a budapesti Városmajorban található 100–120 éves példány 1 m átmérőjű és 23 m magas). Erős, egyenes törzsön enyhén szabálytalan, boltozatos koronát növeszt. Felfelé növő, egyenes ágai lazán, szabálytalanul ágaznak el. Feltűnő jellegzetessége gallyainak narancsszínű, szivacsos bele, amiről levéltelen állapotban is fel lehet ismerni. A szivacsos bélszövet miatt a vastag egyéves vesszők is könnyen törnek. Kérge szürke, az idősebb példányokon is sima, hosszanti irányban feltűnő, fehér csíkokkal. A zöldes, vöröses hajtások igen erősek, vastagok, nagy, tompán háromszögletű levélripacsokkal, melyeken jól láthatók a szállítónyaláb nyomai. A hajtások egy év alatt elérhetik akár a 3 métert. Gyorsan vastagodnak, de sokáig törékenyek maradnak, mivel nagyrészt szivacsos bélszövet alkotja őket.
A fa gyökérzete a talajszint közelében erősen elágazó tányérgyökérzet, mely a talaj felső 40–60 cm-ében fut, lefelé irányuló gyökereket ritkán növeszt. Egyes gyökerei megvastagodva tápanyag-raktározó szerepet töltenek be. A tartalék tápanyagok segítségével a bálványfa igen gyorsan pótolni képes elfagyott, letört hajtásait, a teljes föld feletti rész pusztulása esetén pedig több négyzetméteren új csemetéket fejleszt. Vizet is raktároz, csak lombfakadáskor (tavasz végén, nyár elején) igényel bőséges vízellátást, egyébként szélsőségesen száraz termőhelyeken is megél.
A rügyek aprók, hosszúkás-tojásdadok, télen vörösesbarnák, tavasszal a lombfakadás előtt vörösesek. 
Szórt állású, változó méretű (40–60 cm, legfeljebb 1 méter) levelei 11-41 levélkéből állnak, páratlanul, vagy ritkán párosan szárnyasan összetettek. A levélgerinc vörös vagy zöldes színű, alapjánál szélesebb. A 7–12 cm hosszú, a gerinchez rövid nyéllel csatlakozó levélkék hosszúkás tojásdadok vagy lándzsásak, hegyezettek, ép szélűek, alul karéjosodók. Színükön fényes sötétzöldek, fonákjukon világosabbak, kopaszok. A főér nem pontosan a levélke közepén fut végig. A levélváll mindkét oldalán 1-2 nagyobb fogat viselnek, melyek csúcsán kellemetlen szagú, illóolajat termelő mirigyszőrök nőnek, amik a kártevőkkel szemben védekezésben kapnak szerepet; a levéllemez alsó harmadában még több fog is előfordulhat.
Június végén, július elején megjelenő virágai hímnősek, vagy porzósak és külön példányokon fejlődnek, ezért felemás kétlakinak hívjuk őket (androdioecy, androdiőcia). Valószínűleg a hímnős virágok funkcionálisan termősek (a porzók sterilek), mint a felemás kétlakiak többségénél, de ez még nem bizonyított. A porzós virágoknak 10 porzólevele van, a hímnős virágokban 3-4 magházkezdeménnyé összenőtt termőlevél található. Valamennyi virágnak 5-5 sárgásfehér szirom- és csészelevele van, laza, elágazó bugavirágzatban nyílnak. A hímivarú fákon 3-4-szeres mennyiségű virág fejlődik, virágzáskor kellemetlen szagú illatanyagokat bocsátanak ki a rovarbeporzás elősegítésére. A virágok sok nektárt termelnek.
Szeptemberben érő termése fürtös, lecsüngő lependékcsomón nő, melyben öt, vagy hat termés fejlődik. A kb. 4×1 cm-es vitorlaszerű lependékek hosszában mindkét végükön csavarodottak, így lehullásakor a mag még szélcsendes időben is messzire képes sodródni a fától. A termések éréskor vörös színt kapnak, rendszerint tavaszig a fán maradnak. A nőivarú/hímnős fák nagy mennyiségű, 5 mm átmérőjű magot termelnek, akár 30 000 mag is jut a fa minden kilogrammjára.

## Rendszerezése
A mirigyes bálványfáról az első leírások nem sokkal azután készültek, hogy a fát a francia jezsuita szerzetes, Pierre Nicholas d'Incarville felfedezte. Az 1740-es években d'Incarville magokat küldött Pekingből Szibérián keresztül botanikus barátjának, Bernard de Jussieu-nek. A magokat a gazdaságilag értékes, hasonló külalakú lakkszömörce (Toxicodendron vernicifluum vagy Rhus Verniciflua) magvainak hitte; ezt a fajt a Jangce alsó folyásán figyelte meg. D'Incarville a csomaghoz fűzött jegyzetében ezt le is írta, ami a következő évtizedekben némi zavart okozott a fa rendszerezésében. 1751-ben Jussieu elültetett néhány magot Franciaországban, néhányat pedig elküldött Philip Millernek, a Chelsea Physic Garden főkertészének, valamint Philip C. Webbnek, aki egy busbridge-i (Anglia) egzotikus növénygyűjtemény tulajdonosa volt.
A bonyodalom akkor kezdődött, amikor a fát mindhárman más-más néven írták le. Párizsban Linné a Rhus succedanea nevet adta neki, közönségesen pedig grand vernis du Japon (nagy japán lakkfa) néven nevezték. Londonban Millertől a Toxicodendron altissima nevet kapta, Busbridge pedig a régi rendszertan szerint a Rhus Sinese foliis alatis nevet adta neki. A Philip Miller és John Ellis, Webb busbridge-i botanikus kertjének kurátora között lezajlott, az 1750-es évekből fennmaradt levelezésben a faj helyes elnevezésén vitatkoznak. A probléma megoldása helyett hamarosan újabb nevek is felmerültek: Jakob Friedrich Ehrhart 1782-ben egy utrechti példányt megfigyelve a Rhus cacodendron nevet adta neki.
A helyzetet 1788-ban René Louiche Desfontaines tisztázta, aki a párizsi példányok (melyek ekkor még Rhus succedanea néven voltak ismertek) terméseit megfigyelve rájött, hogy a növény nem tartozik az ecetfák (Rhus) nemzetségébe. Képekkel illusztrált publikációban a fajnak az Ailanthus glandulosa nevet adta, ugyanabba a génuszba sorolva a fát, mint a trópusi A. integrifolia (jelenlegi nevén A. triphysa). A generikus név az indonéziai ambonéz nyelvű ailanto szóból származik, melynek jelentése „mennyország-fa” vagy „égigérő fa”. A levelek mirigyességére utaló specifikus név, a glandulosa, 1957-ig volt érvényben, de végül csak fajszintű homonimaként maradt meg. A jelenlegi specifikus név Walter T. Swingle-től, a United States Department of Plant Industry dolgozójától származik. A Miller által adott régebbi specifikus nevet a Desfontaines által adott generikus névhez adta, így lett az elfogadott binomiális név Ailanthus altissima. Az altissima jelentése latin nyelven „legmagasabb”, és a fa által elérhető magasságra utal. Gyakran a faj specifikus nevét hímnemben idézik (glandulosus vagy altissimus), ami helytelen, mivel a botanikai latin névszóragozásban, a klasszikus latin nyelvhez hasonlóan, a legtöbb fa nevét nőneműként kezelik.
Az A. altissima-nak 3 változata ismeretes:
- A. altissima var. altissima, a típusváltozat, ami Kína kontinentális területén őshonos.
- A. altissima var. tanakai, ami Tajvan északi felföldjein honos. A típusváltozattól eltérően kérge sárgás, páratlanul szárnyalt levelei rövidebbek, 45–60 cm hosszúak, és csak 13-25 levélkéből állnak.[9][10][11] A Természetvédelmi Világszövetség Vörös Listája szerint veszélyeztetett faj, mivel élőterülete lecsökkent az ipari létesítmények telepítése miatt.[12]
- A. altissima var. sutchuenensis, aminek vörös ágacskái vannak.[9][10]

## Származás, elterjedés
Kínában és Koreában őshonos. Világméretű elterjedése a 18. század közepén kezdődött. Először díszfaként, a platánfa pótlására ültették. Kitűnő iparvidéki és útsorfának bizonyult a szennyezett levegőjű városokba való telepítése során.

## Életciklus
Csírázásához melegre és nedvességre van szüksége, amit nálunk a május végi, június eleji időjárás biztosít számára. Kevéssel a talajfelszín alatt tenyér-, majd legyezőszerűen ágaznak el a gyökerek, melyek meghatározott irányban terjednek. Néhány megvastagszik, és raktározó szerepet tölt be és regenerálja a télen elfagyott részeket. Ha a föld feletti részek károsodnak, a gyökereken járulékos rügyek jelennek meg, így rövid időn belül sűrű sarjtelepek alakulhatnak ki. A bálványfa 30-150 évig is elélhet. Lombfakadása áprilisban történik. Először vörösesbarna, majd idővel bezöldül. Dús bugavirágzattal rendelkezik, ami júniusban fejlődik ki. Jó mézelő és méhlegelő. Termése barnára szárad és késő ősztől tavaszig folyamatosan hullik. Ivartalan szaporodása a gyökereken megjelenő járulékos rügyekkel történik.

## Termőhelyigény
Magyarországon a sík- és dombvidékeken a leggyakoribb, a középhegységekben ritka megjelenésű faj. Nem bírja a beárnyékolást, és az alacsony évi középhőmérsékletet. Elvadult példányai bejutottak a városi környezetbe. Gyakran előfordul a házfalak közötti résekben, régi falakon, építési törmelék között, vasúti töltések oldalán. Parkokban, zöldövezetekben a dísznövények közé is befurakodik. A természetszerű vegetációban is megfigyelhető, ha megfelelő hő- és fénymennyiség áll rendelkezésére. Száraz, ember alkotta környezetben rövid, száraz homoktalajon, zárt állományban magas törzset nevel.

## Biotikus interakciók
A bálványfaállományok jellegzetességéhez hozzátartozik a csekély fajgazdagság, és a lassú szukcessziós fejlődés. Levelei alkoholos kivonata, rügyei diasztáztartalma, gyökerének gyomirtó hatású kivonata gátolja más növények fejlődését (allelopátia). A faj által elfoglalt talajban is kimutatták a vizsgálatok a nagy mennyiségű toxint.
Hazánkban a bálványfának semmilyen kórokozója és kártevője nem ismert.

## Gazdasági jelentősége
Fája könnyű, puha, földben könnyen korhadó. Fűtőértéke csekély, így ipari feldolgozásra nem alkalmas. Gyors növekedése, jó sarjadzóképessége, bő termésképessége előnytelen a természetszerű vegetációban. Nagyfokú várostűrése az egyedüli erénye, de könnyen kivadul, és megjelenik a legkietlenebb városi területeken is nagy gazdasági károkat okozva. Virága sok nektárt termel, így a méheknek hasznos.

## Természetvédelmi jelentősége
A természetszerű vegetációt allelopátiás hatásával (mivel az Európában őshonos növényektől távol fejlődött ki, gátló vegyületeihez az itteni növényfajok nem alkalmazkodhattak), valamint fokozatos árnyékolással zavarja. A talajban lebomlott nagy mennyiségű lombtömege nitrogénfeldúsulást eredményez, amit az árnyékkedvelő nitrofil zavarástűrő fajok megjelenése jelez. A bálványfaállományokban gyakori faj cserjeszinten az egybibés galagonya (Crataegus monogyna), a fehér akác (Robinia pseudoacacia), a vadrózsa (Rosa canina), a fekete bodza (Sambucus nigra) és a kőrislevelű juhar (Acer negundo), gyepszinten a Ballota nigra, a Bromus sterilis, a Bilderdykia convolvulus, az erdei gyöngyköles (Lithospermum purpureo-coeruleum), a Parietaria officinalis és a Bromus sterilis található meg. Növekedése gyorsabb az őshonos növények legtöbbjénél, Magyarországon nem fogyasztják állatok, nem fenyegetik betegségek, ami további előnyt jelent számára a versengésben.

## Természetvédelmi kezelés
A bálványfa megtelepedéséhez nyílt talajfelszínre van szüksége. Leggyakrabban a degradált, felhagyott területeken találkozni velük. Ezeknek az élőhelyeknek a legfontosabb jellemzője a zavart környezet volt. Településeken, vagy azok mellett, főleg ember alkotta létesítményeken helyezkedtek el a bálványfák. A védekezés eszközének a legjobb, és legolcsóbb módszere a megelőzés. Ahol a faj már burjánzik, ott a vegyszeres kezelés a leghatékonyabb megoldás. A leghatásosabb minél gyorsabban felszívódó gyomirtó szert juttatni az egyed szállítószöveteibe, hogy az eljusson a gyökerekbe. Ennek módja olajos kéregecsetelés, a fák megsebzése vagy megfúrása és a lyukba gyomirtó szer csorgatása, illetve fainjektálás lehet. A leggyorsabban a dikamba hatóanyag tudja elpusztítani a fát. A kezelésre legalkalmasabb a nyár végi, kora őszi időszak.
A mechanikai irtást a kisebb területeken érdemes elvégezni. A bálványfa gyökérzete sebezhető, de ha nem sikerül eltávolítani maradéktalanul, könnyen újrasarjad. 
Ezen tulajdonsága miatt az egyik legnehezebben irtható inváziós faj.
A hónak, fagynak való hosszabb kitételtől elpusztulhatnak, bár a gyökerekből képesek újra kihajtani.

## Képek

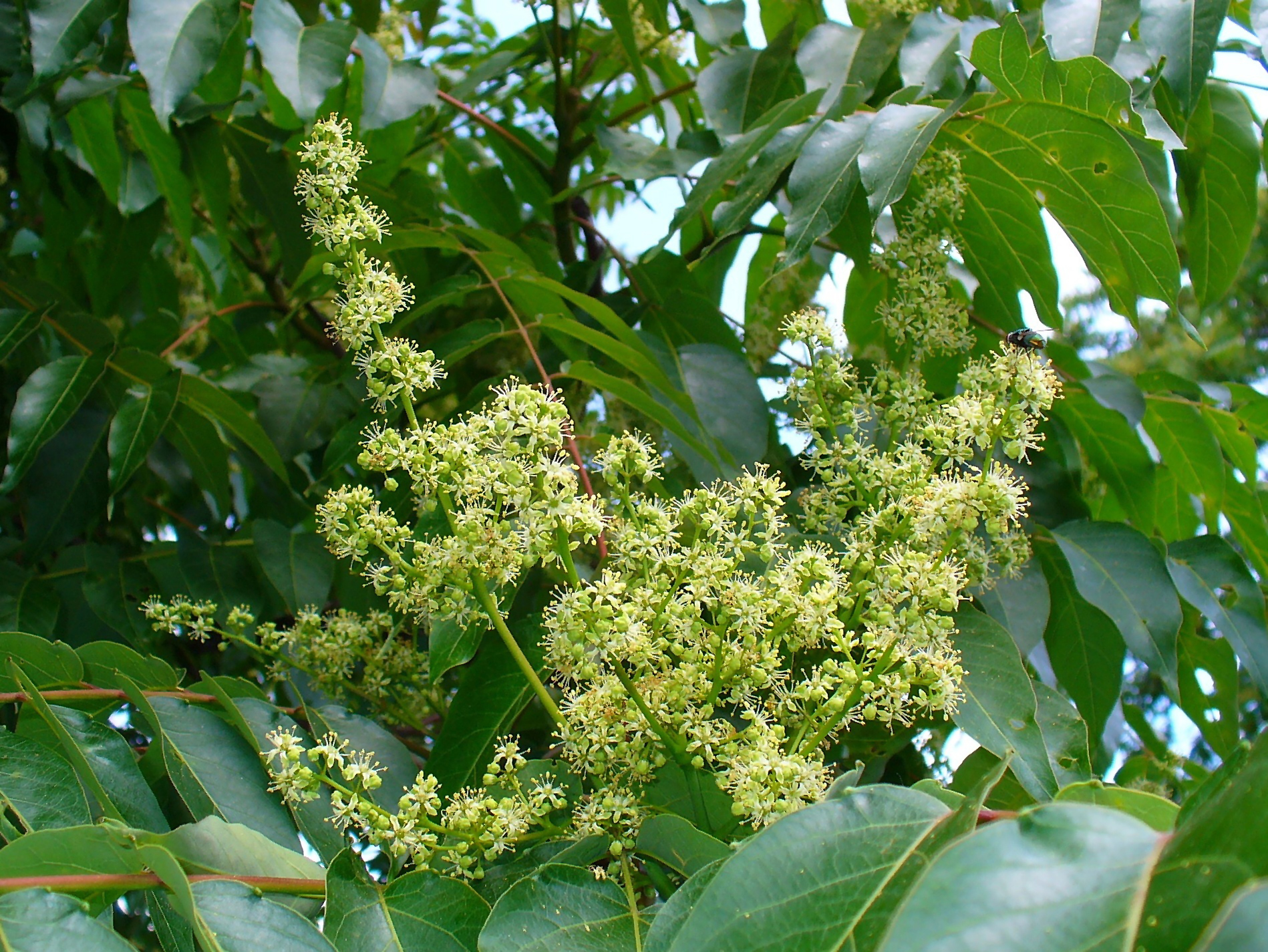
Virágzata
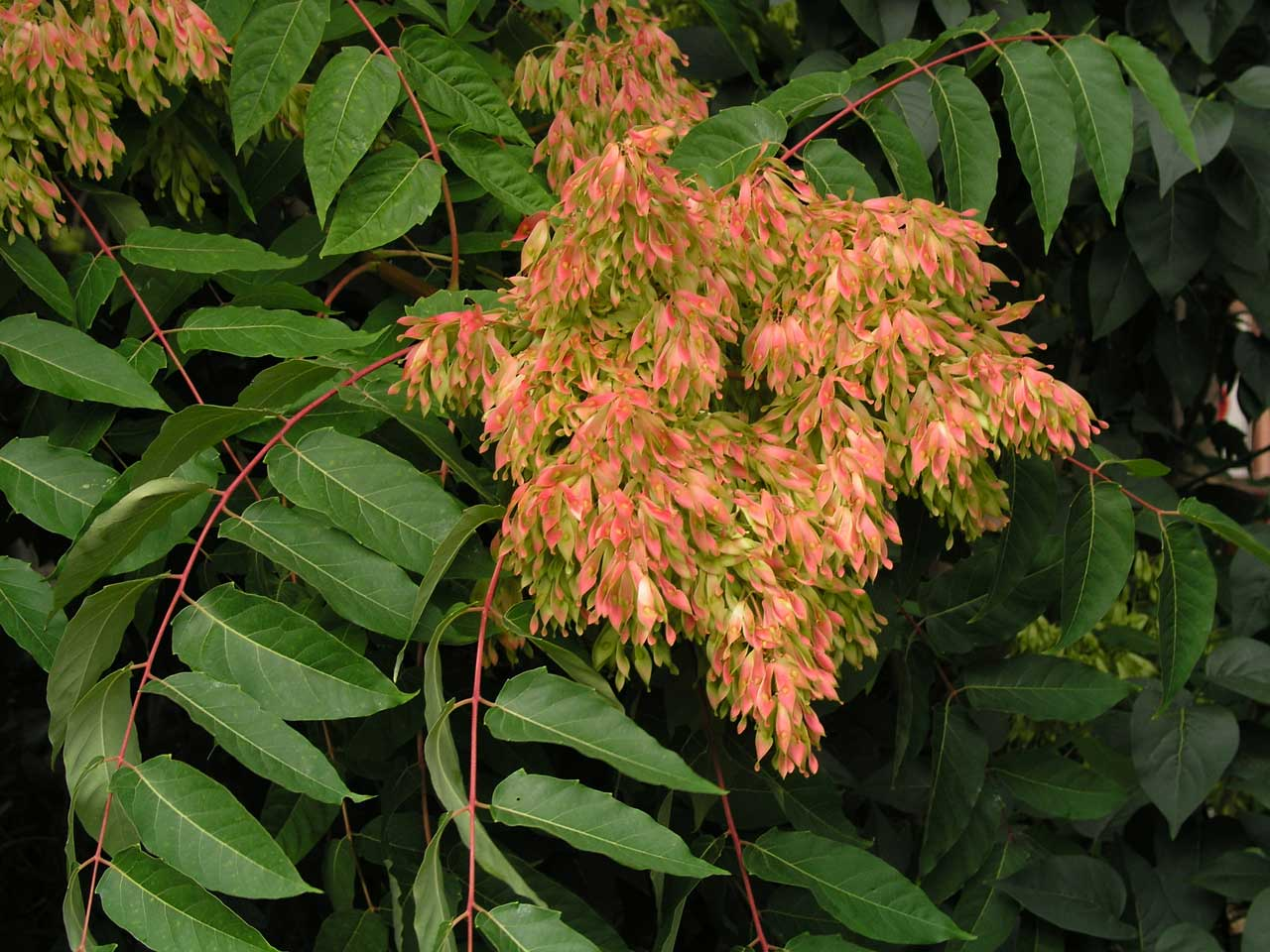
Termése
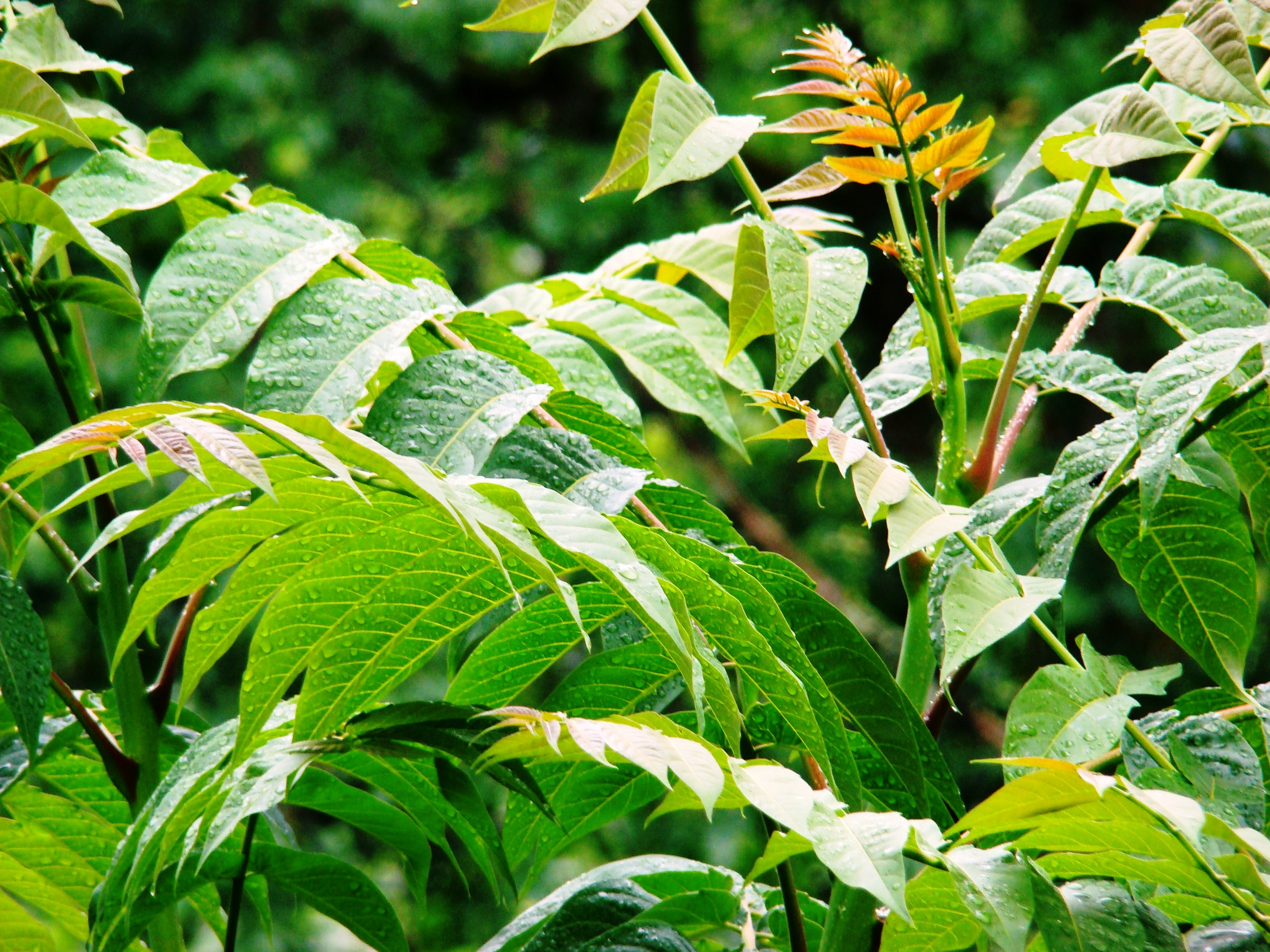
Levelei

## Fordítás
- Ez a szócikk részben vagy egészben az Ailanthus altissima című angol Wikipédia-szócikk ezen változatának fordításán alapul.  Az eredeti cikk szerkesztőit annak laptörténete sorolja fel. Ez a jelzés csupán a megfogalmazás eredetét és a szerzői jogokat jelzi, nem szolgál a cikkben szereplő információk forrásmegjelöléseként.